# 小巴站

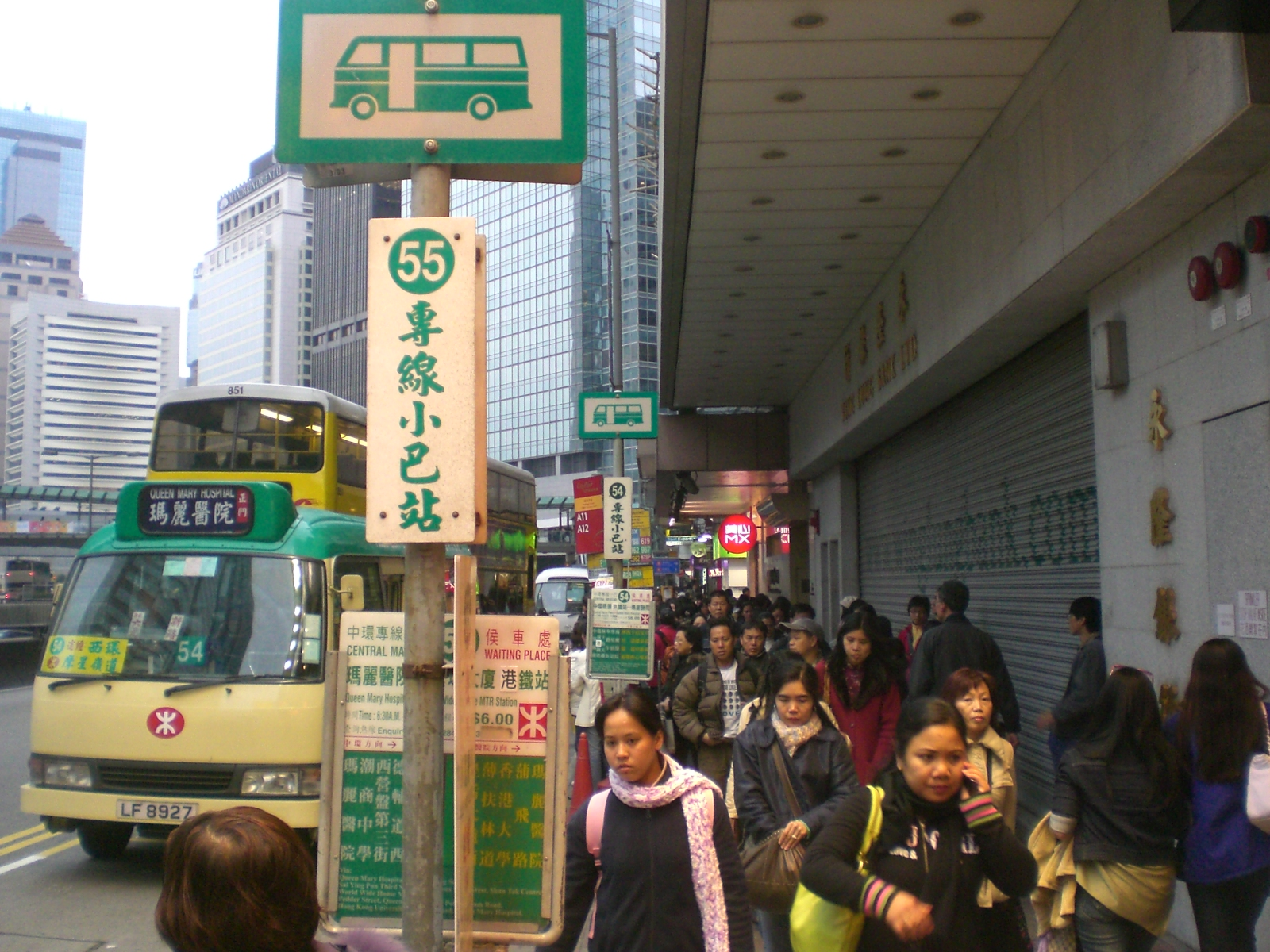
小巴站

小巴站是公共小巴上落乘客的車站，乘客定點聚集，方便一次過停車上落，免卻多次停車開車。不過，小巴有別於巴士，雖然沒有法例要求定點上落，但小巴司機仍以客為先，方便乘客為首要，除非在禁區，顧客可以隨意要求「前面／轉彎有落」。
小巴最基本的車站只有兩個，就是小巴總站。